# Hirtella hebeclada
Hirtella hebeclada är en tvåhjärtbladig växtart som beskrevs av Dc. och Stefano Moricand. Hirtella hebeclada ingår i släktet Hirtella och familjen Chrysobalanaceae. Inga underarter finns listade i Catalogue of Life.